# الدوري التايلاندي الممتاز 1998
الدوري التايلاندي الممتاز 1998 (بالتايلندية: คาลเท็กซ์พรีเมียร์ลีก ฤดูกาล 2541)‏ هو الموسم 3 من الدوري التايلاندي الممتاز. كان عدد الأندية المشاركة فيه 12، وفاز فيه BBCU F.C. ‏.